# صليل الصوارم
صليل الصوارم سلسلة إصدارات مرئية مكون من أربعة إصدارات، والذي صدرت ما بين 2012 و2014، من إنتاج «مؤسسة الفرقان» التابعة لتنظيم الدولة الإسلامية.

## الإصدارات
| م | العنوان        | المدة       | التاريخ    | الموضوع |
| - | -------------- | ----------- | ---------- | --- |
| 1 | صليل الصوارم 1 | 63:50       | يوليو 2012 | صدر إبان دولة العراق الإسلامية؛ يصور المعارك والهجمات العسكرية في العراق.                                                         |
| 2 | صليل الصوارم 2 | 49:45       | أغسطس 2012 | صدر إبان دولة العراق الإسلامية؛ يصور المعارك والهجمات العسكرية في العراق.                                                         |
| 3 | صليل الصوارم 3 | 39:27 41:23 | يناير 2013 | صدر إبان دولة العراق الإسلامية؛ يصور المعارك والهجمات العسكرية في العراق. صدر منه جزأن ويحملان عنوان «صليل الصوارم: هدم الأسوار». |
| 4 | صليل الصوارم 4 | 62:22       | مايو 2014  | صدر إبان دولة العراق والشام الإسلامية، وحقق 56 ألف مشاهدة على موقع اليوتيوب خلال 24 ساعة من وضعه على الموقع، وذلك قبل حذفه.       |

## التقنية
الأفلام أنتجت باللغة العربية، وأنتجت بتقنية عالية الجودة لعرض الصورة (Full HD) وصنعت باحترافية عالية.

## النشيد
ظهر مع السلسلة نشيد يحمل نفس العنوان، وهومن إنتاج مؤسسة أجناد، إنشاد المنشد أبو ياسر، أشهر منشدي المؤسسة. يُعتبر نشيد صليل الصوارم من أشهر أناشيد مؤسسة أجناد، إذا لم يكن أشهرها، حيث اشتُهر مع ارتباط اسمه باسم سلسلة صليل الصوارم المرئية. تمَّ توزيعه عام 1435 هـ الموافق لسنة 2014 م.[بحاجة لمصدر]